# Les Chômeurs de Marienthal
Pour les articles homonymes, voir Marienthal.
Les Chômeurs de Marienthal (en allemand : Die Arbeitslosen von Marienthal) est un ouvrage de Paul Lazarsfeld, Marie Jahoda et Hans Zeisel (en), paru en 1933. Il traite des conséquences du chômage et demeure un classique de la littérature sociologique.

## Contexte
Ce livre est le résultat d'une enquête dirigée par Paul Lazarsfeld, et menée en Autriche par les chercheurs Marie Jahoda et Hans Zeisel au début des années 1930.
Une usine de textile ferma en 1930, et les auteurs observèrent les conséquences sociales de ce chômage de masse sur cette ville de 1500 habitants (aujourd'hui une partie de Gramatneusiedl). Petit à petit, les individus privés à la fois d'emploi et de salaire, sombrent dans un désespoir et une misère sociale. Plus personne ne vit pour la communauté, la nourriture vient à manquer, elle est rationnée, et les individus délaissés n'écoutent plus la radio, ne lisent plus les journaux et laissent la ville se déliter elle aussi peu à peu.
Les auteurs recensent une baisse de consommation de viande, de dépenses d'habillement mais également une plus faible participation à des activités de la vie sociale (associations, syndicats, fêtes, baisse des emprunts à la bibliothèque). Ce qui les amènent à questionner plus particulièrement le rapport au temps et à sa déformation sous l'effet du chômage. Les enquêtes menées auprès des chômeurs montrent que leur conscience du temps s'efface : ils ne parviennent plus à décrire avec précision la façon dont ils ont occupé leur journée. On peut ainsi lire qu'ils concluent que le "chômage est un cadeau empoisonné", car ils ne parviennent pas à utiliser leur nouveau temps libre.
Paul Lazarsfeld en retire que la perte durable de l'emploi amène une désocialisation par la baisse des interactions sociales (telle l'anomie chez Émile Durkheim) mais aussi un sentiment d’inutilité morale. Ce constat pionnier a ensuite fait l'objet d'actualisations telle l'ouvrage de Dominique Schnapper, l'épreuve du chômage, 1981.
Les méthodes d'expérimentation sont également novatrices et se référent à la notion de sociographie. Cette démarche empirique associe des observations qualitatives (observation des comportements des chômeurs durant leur temps libre) et l'analyse de données quantitatives.
La version française est publiée en 1981 aux Éditions de Minuit, traduite par Françoise Laroche et préfacée par Pierre Bourdieu.

## Éditions
- (de) Paul F. Lazarsfeld, Marie Jahoda et Hans Zeisel, Die Arbeitslosen von Marienthal : Ein soziographischer Versuch über die Wirkungen langandauernder Arbeitslosigkeit, Francfort-sur-le-Main, Suhrkamp, 2008, 160 p. (ISBN 978-3-518-10769-0)
- Paul Lazarsfeld, Marie Jahoda et Hans Zeisel (préf. Pierre Bourdieu), Les Chômeurs de Marienthal [« Die Arbeitslosen von Marienthal »], éditions de Minuit, coll. « Documents », 1981 (1re éd. 1933), 144 p. (ISBN 978-2-7073-0605-0)